# Sphex caelebs
Sphex caelebs  (лат.) — вид роющих ос (Sphecidae). Австралия.

## Распространение
Австралия (Западная Австралия).

## Описание
Роющие осы крупного размера: длина тела около 2 см (самцы; самки не найдены; отсюда видовое название таксона S. caelebs, от латинского слова caelebs — «неженатый мужчина»). Основная окраска тела чёрная. От большинства австралийских видов Sphex отличается наличием нескольких тёмных отстоящих щетинок на клипеусе в комбинации с оранжевыми ногами. Скутеллюм выпуклый, жилки крыла коричневые. Предположительно, как и другие члены рода Sphex своих личинок выкармливают парализованными насекомыми (ловят прямокрылых насекомых) и гнездятся в земле. Вид был впервые описан в 2015 году немецкими энтомологами Т. Дорфелем (Thorleif H. Dörfel) и М. Олем (Michael Ohl, Museum für Naturkunde, Берлин, Германия).